# Coruscant Nights
Coruscant Nights är en novelltrilogi skriven av Michael Reaves, som utspelar sig sex månader efter händelserna i Revenge of the sith.  Imperiet har gått segrande ur striden och jediriddarna är praktiskt taget utplånade. Bland de få överlevande finns Jax Pavan, som mirakulöst överlevde massakern som följde Palpatines "order 66". Jax håller sig undan i slummen på Coruscant där han jobbar som privatdetektiv under hemlig identitet.

## Böckerna i serien
1. Jedi Twilight
2. Streets of Shadows
3. Patterns of Force